# Cryptobatrachus remotus
Cryptobatrachus remotus é uma espécie de anfíbio anuro da família Hemiphractidae. Está presente na Venezuela. A UICN classificou-a como em perigo de extinção.